# Luscinia
Luscinia – rodzaj ptaków z podrodziny kląskawek (Saxicolinae) w rodzinie muchołówkowatych (Muscicapidae).

## Zasięg występowania
Rodzaj obejmuje gatunki występujące w Eurazji i Ameryce Północnej, zimą także w Afryce.

## Morfologia
Długość ciała 13–19 cm, masa ciała 12–39 g.

## Systematyka

### Etymologia
- Luscinia: łac. luscinia – słowik, wspaniała śpiewaczka, od cluere – być sławnym; canere – śpiewać[8].
- Aedon: łac. aëdon, aëdonis – słowik, od gr. αηδων aēdōn, αηδονος aēdonos – słowik, piosenkarka, od αειδω aeidō – śpiewać. W mitologii greckiej Aëdon była żoną Zetosa, która została zamieniona w słowika, kiedy próbując zamordować najstarszego syna swojej siostry Niobe, zabiła swojego własnego syna, Itylosa. W innych wersjach legendy została przemieniona w szczygła[9]. Gatunek typowy: Motacilla luscinia Linnaeus, 1758.
- Aedonis: łac. aëdon, aëdonis – słowik, od gr. αηδων aēdōn, αηδονος aēdonos – słowik, piosenkarka, od αειδω aeidō – śpiewać[10]. Gatunek typowy: Luscinia megarhynchos C.L. Brehm, 1831.
- Hodgsonius: Brian Houghton Hodgson (1800–1894) – brytyjski dyplomata, rezydent w Nepalu w latach 1833–1844, etnolog, naturalista i kolekcjoner[11]. Gatunek typowy: Bradypterus phaenicuroides J.E. Gray & G.R. Gray, 1847.

### Podział systematyczny
Do rodzaju należą następujące gatunki:
- Luscinia luscinia (Linnaeus, 1758) – słowik szary
- Luscinia megarhynchos C.L. Brehm, 1831 – słowik rdzawy
- Luscinia svecica (Linnaeus, 1758) – podróżniczek
- Luscinia phaenicuroides (J.E. Gray & G.R. Gray, 1847) – pleszarka